# Sahar Biniaz
Sahar Biniaz (persiska: سحر بی‌نیاز), född 17 november 1986 i Bangalore i Indien, är en iransk-kanadensisk fotomodell och skådespelare.
Shahar Biniaz blev Miss Universe Canada 2012.